# Antoine Joseph Jean Solier
Antoine Joseph Jean Solier (Marseille, 8 février 1792 - Marseille, 27 novembre 1851) était un militaire français passionné de botanique et d'entomologie.

## Biographie
Capitaine du génie dans l'armée française, il a récolté des spécimens en France, en Algérie et dans le bassin méditerranéen, ainsi que lors d'une expédition en Océanie. Il s'est spécialement intéresse aux Coléoptères.
Il a travaillé sur les insectes du monde et a rédigé de nombreuses notes scientifiques, dont Orden III. Coleopteros.
Ses collections, importantes notamment pour la famille des Tenebrionidae, sont conservées au Muséum national d'histoire naturelle.
Il était membre de la Société entomologique de France.